# Kaributas
Kaributas (lengyelül Korybut, ukránul és oroszul Корибут / Koribut, belaruszul Карыбут / Karibut; született 1350 után - meghalt 1404-ben vagy azt követően) litván herceg, a Gediminas-ház tagja,  Algirdas litván nagyfejedelem fia, Jagelló Ulászló lengyel király és litván nagyfejedelem fivére, Novgorod-Szeverszkij fejedelme (1380-1393), számos lengyel főnemesi család őse. A keresztségben a Dmitrij nevet vette fel.

## Származása, családja
Születésének pontos ideje és helye nem ismert. Édesanyja Sándor tveri és vlagyimir-szuzdali fejedelem leánya, Uljana volt. Számos édestestvéréről tudunk:
- Kenna (kb. 1351—1367) IV. Kázmér pomerániai herceg felesége
- Eufrozina (kb. 1352—1405/1406) Oleg Ivanovics rjazanyi fejedelem felesége
- Skirgaila (kb. 1354—1394) Vityebszk, Polock és Kijev fejedelme
- Fedora, Szvjatoszláv karacsevi fejedelem felesége
- Lengvenis (1356 — 1431) Novgorod kormányzója
- Ilona (1357/1360 — 1437) Vlagyimir szerpuhovi fejedelem felesége
- Jogaila (Jagelló) (kb. 1362—1434) Litvánia nagyfejedelme, Lengyelország királya
- Mária (szül. kb. 1363) Vaidila bojár, majd Dávid gorogyeci fejedelem felesége
- Karigaila (kb. 1364/1367 — 1390) msztyiszlavi fejedelem
- Minigaila (kb. 1365/1368 — 1382)
- Alexandra (1368/1370 — 1434) IV. Siemowit mazóviai herceg felesége
- Katalin (1369/1374 — 1422) II. János mecklenburgi herceg felesége
- Vygantas (kb. 1372—1392) Kernavė fejedelme
- Švitrigaila (kb. 1373—1452) Litvánia nagyfejedelme
- Hedvig (kb. 1375) III. János oświęcimi herceg felesége

## Életútja

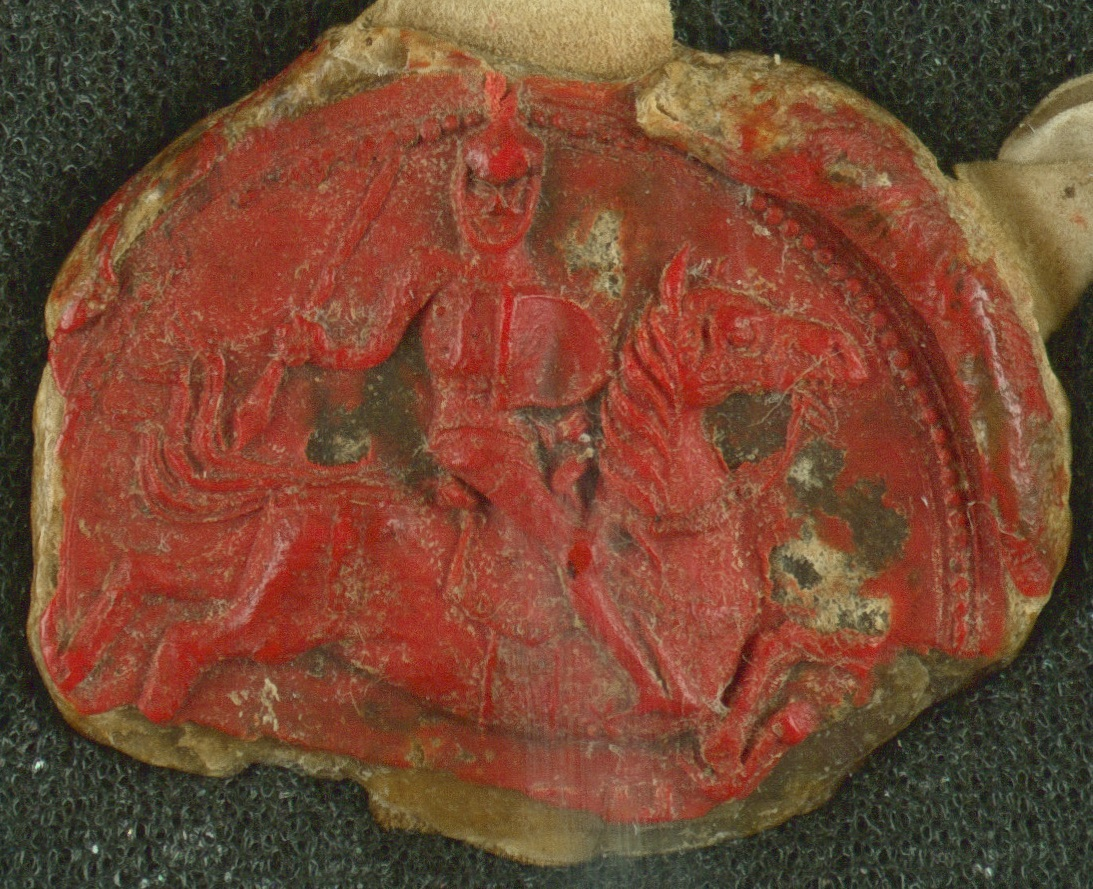
Kaributas hiteles pecsétje, 1386

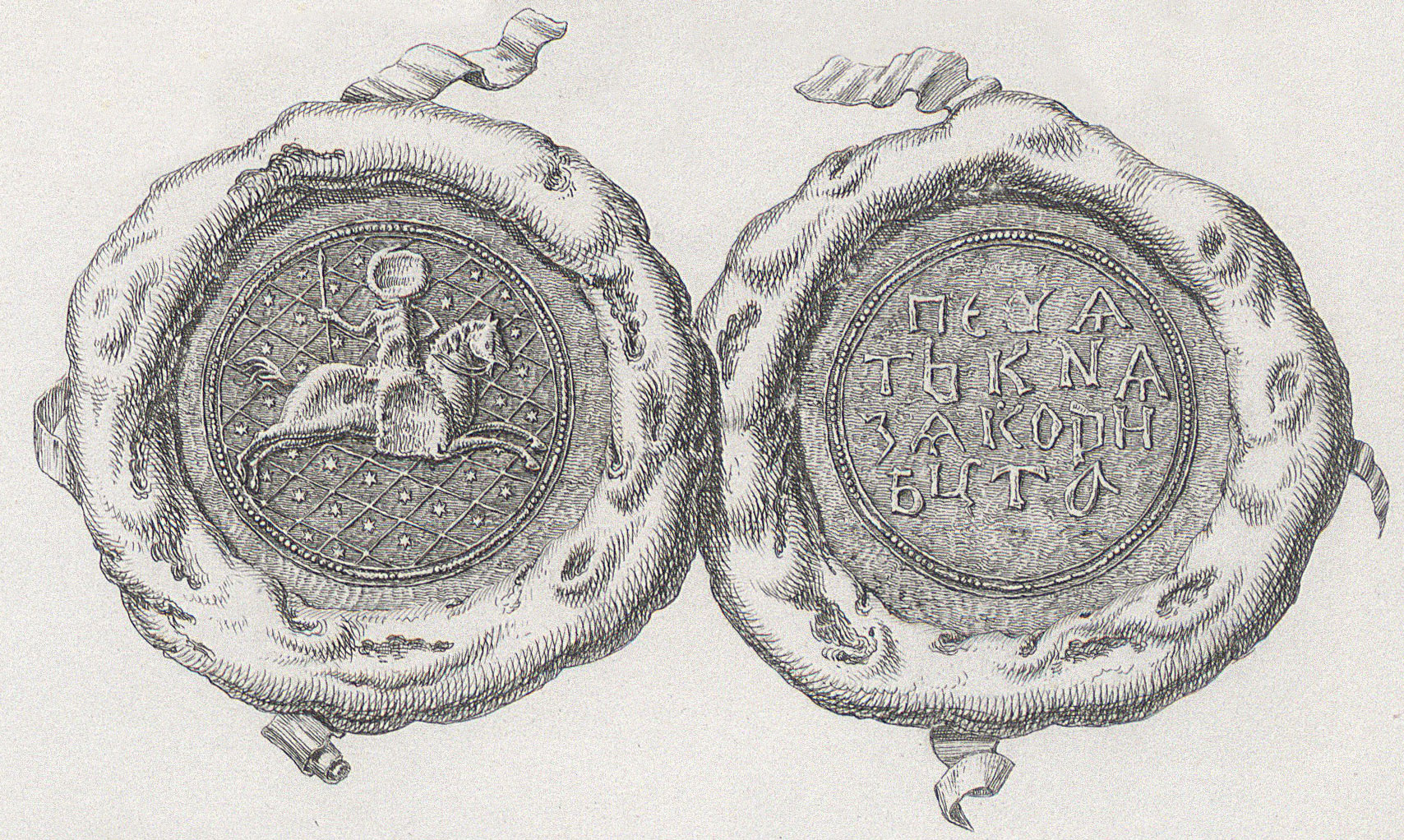
Kaributas pecsétje

Kaributas pogányként született. 1380 körül vette fel az ortodox keresztény vallást, a keresztségben a Dmitrij nevet kapta; ekkortájt lett Novgorod-Szeverszkij (ma: Novhorod-Sziverszkij, Ukrajna) fejedelme. Első politikai szerepvállalásáról a litván polgárháború kapcsán hallunk, amikor is támogatta fivérét, az Algirdas nagyfejedelmet követő Jogailát (Jagellót) nagybátyjukkal, Kęstutis fejedelemmel és annak fiával, Vytautasszal szemben. 1382 folyamán az adófizetés megtagadásával fellázadt Kęstutis ellen, amivel lekötötte annak erőit, így lehetőséget teremtve Jagelló számára a kapuit megnyitó Vilnius, a nagyfejedelmi főváros elfoglalására. Az év októberében édestestvéreivel együtt tanúként írta alá az 1382-ben a Német Lovagrenddel kötött, lepecsételés híján érvénybe sosem lépő dubysai szerződést, amelyben Jogaila katonai szövetséget kötött a lovagokkal, aminek fejében Litvánia megtérítésére és Szamogétia átengedésére tett ígéretet. Szolgálataiért birtokokat kapott Minszktől nyugatra, a ma Belaruszban lévő Navahrudak és Lida vidékén.
Kaributas a Jogaila Hedvig lengyel királynővel kötött házassága révén a lengyel-litván perszonáluniót megteremtő, 1385. augusztus 14-én megkötött krevai (lengyelesen krewói, litvánosan krėvai) egyezményeket is tanúként írta alá. A keresztségben Ulászló (Władysław) nevet felvevő Jogailát az 1389-1392 között zajló litván polgárháborúban is fivérét támogatta a Német Lovagrenddel szövetkező Vytautas ellen. A háborút az asztrovljai (lengyelesen ostrówi, litvánul astravasi) egyezmény zárta le azzal, hogy Vytautas megmaradt nagyfeledejelmnek, de elismerte Ulászlót ún. "főbb fejedelemnek". Kaributas ezt nem fogadta el, mire Vytautas 1393-ban legyőzte Lida közelében, majd bebörtönözte és megfosztotta birtokaitól. Rövidesen azonban elengedték, és megkapta Zbarazst, Braclavot és Vinnicját a mai Ukrajna területén. Kaributas korábbi fejedelemségét, Novgorod-Szeverszkijt Liubartas nevű nagybátyjának fia, Fjodor korábbi lucki és vlagyimiri fejedelem kapta meg.
Kaributast utoljára 1404-ban említik az írott források, amikor részt vett Vytautas Szmolenszki Fejedelemség ellen indított hadjáratában. Valószínű, hogy ezután nem sokkal hunyt el.

## Házassága és gyermekei
Kaributas Anasztaszját, II. Oleg rjazanyi fejedelem lányát vette feleségül. Három fiuk és három lányuk született, köztük:
- Korybut Zsigmond (Žygimantas Kaributaitis / Zygmunt Korybutowicz; 1373 - 1435), a huszita háborúk hadvezére, a Cseh Királyság trónkövetelője
- Fjodor (1375 k. - 1442 k. a volhíniai Nyaszvizs ura)
- Ilona / Jelena (1385 k. - 1449) II. (Vas) János ratibori herceg felesége
- Anasztázia (1385 k. után - 1426), a kasini Fjodor fejedelem felesége)
- János / Ivan / Jan (1390 k. - 1431)
- Mária / Marija / (1395 k. - 1450 k.), Fjodor Lvovics Vorotinszkij herceg felesége

Fiágon Kaributastól származott a lengyel Zbaraski és Wiśniowiecki hercegi család, illetve az Orosz Birodalomban a Woroniecki és Nieswicki családok. Mihály lengyel király (ur. 1669-1673), azaz Michał Korybut Wiśniowiecki a Kaributastól való agnatikus származásának hangsúlyozása miatt viselte a Korybut nevet.

## Fordítás
- Ez a szócikk részben vagy egészben  a   Kaributas című angol Wikipédia-szócikk ezen változatának fordításán alapul.  Az eredeti cikk szerkesztőit annak laptörténete sorolja fel. Ez a jelzés csupán a megfogalmazás eredetét és a szerzői jogokat jelzi, nem szolgál a cikkben szereplő információk forrásmegjelöléseként.